# Monroe Abbey
Pour les articles homonymes, voir Abbey.
Monroe Abbey est un avocat québécois né le 30 mai 1904 et mort en 1993. Il est le père de Sheila Finestone.
Spécialiste du droit minier, il était un travailleur communautaire dévoué. Il a occupé des postes dans toutes les grandes organisations juives de Montréal. Il a été à la tête du Congrès juif canadien de 1968 à 1971,.

## Honneurs
- 1978 - Membre de l'Ordre du Canada